# فريدريش تيرش
فريدريش تيرش (بالألمانية: Friedrich Thiersch)‏ (و. 1784 – 1860 م) هو مدرس، وأستاذ جامعي، وباحث في تاريخ العصور الكلاسيكية، وعالم لغوي كلاسيكي ألماني، كان عضوًا في المعهد الألماني للآثار، والأكاديمية الأمريكية للفنون والعلوم، والأكاديمية الروسية للعلوم، والأكاديمية البافارية للعلوم والعلوم الإنسانية، والأكاديمية البروسية للعلوم، توفي في ميونخ، عن عمر يناهز 76 عاماً.

## جوائز
حصل على جوائز منها:
- النيشان البافاري الماكسيميلياني للعلوم والفن (1853)
- زمالة الأكاديمية الأمريكية للفنون والعلوم